# Bunichiro Abe
Bunichiro Abe (født 2. april 1985) er en tidligere japansk fodboldspiller.
Han har spillet for flere forskellige klubber i sin karriere, herunder Shimizu S-Pulse og Sagan Tosu.